# Eparchia di Saratov

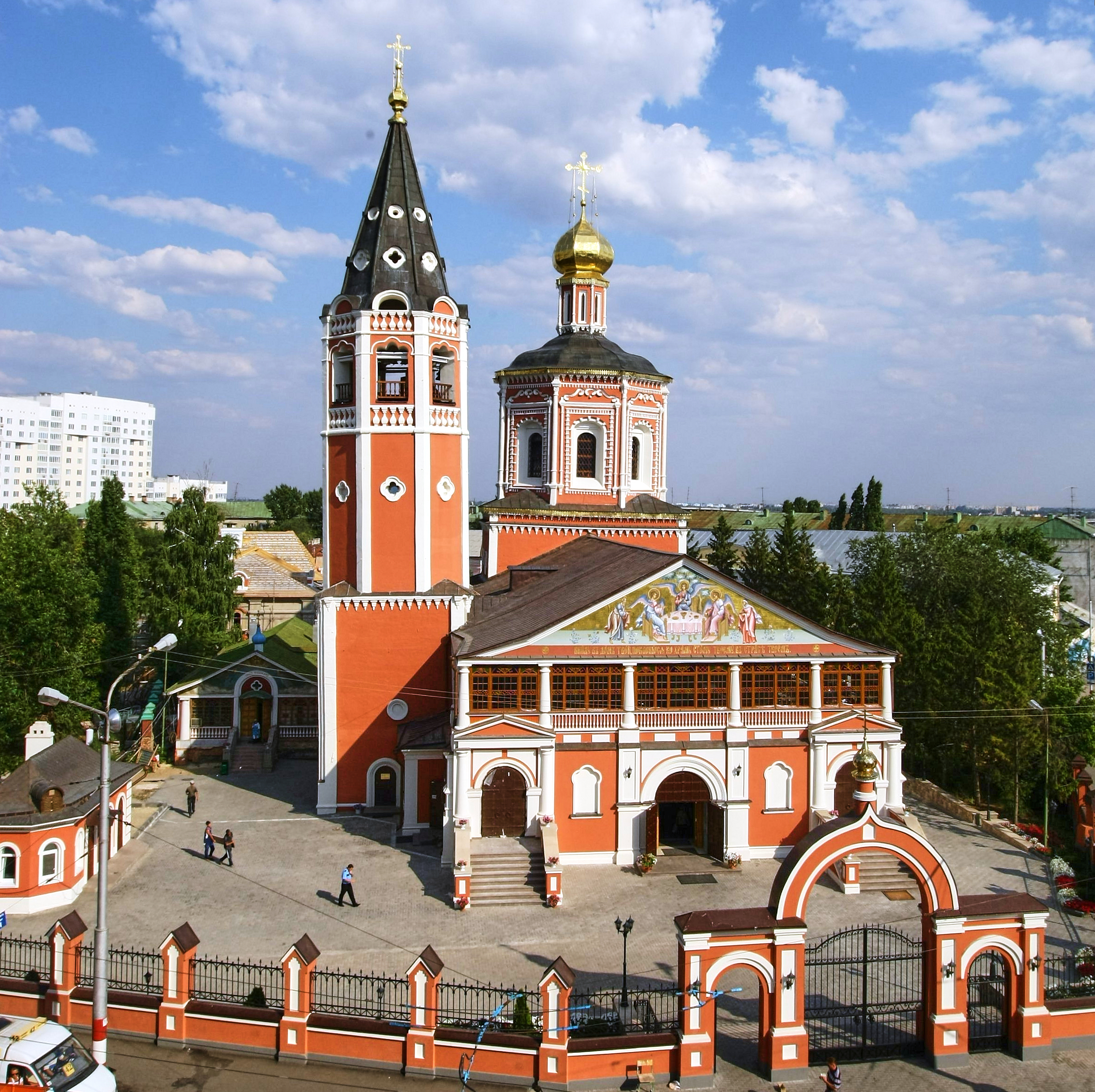
La cattedrale della Santissima Trinità di Saratov.

L'eparchia di Saratov (in russo Саратовская епархия?) è una diocesi della Chiesa ortodossa russa, appartenente alla metropolia di Saratov.

## Territorio
L'eparchia comprende le città di Saratov e Atkarsk, e i rajon Saratovskij, Atkarskij, Bazarno-Karabulakskij, Baltajskij, Vol'skij, Voskresenskij, Novoburasskij, Petrovskij, Tatiščevskij e Chvalynskij nella oblast' di Saratov.
Sede eparchiale è Saratov, dove si trova la cattedrale della Santissima Trinità.
L'eparca ha il titolo ufficiale di «metropolita di Saratov e Vol'sk».

## Storia
L'eparchia è stata eretta nel novembre del 1828 per separazione dall'eparchia di Penza. Nel 1918 cedette porzioni di territorio per l'erezione dell'eparchia di Volgograd e nel 1929 per quella di Kuzneck.
Il 5-6 novembre 2011 ha ceduto altre porzioni di territorio per l'erezione delle eparchie di Balašov e Pokrovsk e contestualmente è entrata a far parte della metropolia di Saratov.